# Блюм, Владимир Иванович
Влади́мир Ива́нович Блюм (писал под псевдонимом Садко́; 1877—1941) — русский и советский театральный и музыкальный критик, журналист.

## Биография
Владимир Блюм родился в 1877 году в Одессе. В 1907 году окончил историко-филологический факультет Московского университета. Работал учителем в нижегородской гимназии. В 1907 году дебютировал как журналист в журнале «Русская мысль». С 1908 года печатался в «Нижегородском листке».
В 1917 году вступил в ВКП(б). С 1917 года — сотрудник газет «Социал-демократ», «Известия Московского Совета рабочих депутатов», «Правда», «Известия ВЦИК» и других изданий. В 1919—1921 годах работал главным редактором журнала «Вестник театра», в 1924—1926 годах — журнала «Новый зритель». Был московским представителем ленинградского журнала «Жизнь искусства», руководил музыкально-театральной секцией Главреперткома.
Владимир Блюм публиковал рецензии в «Известиях», «Правде» и других центральных газетах. В своих статьях он поддерживал новый советский театральный репертуар. В то же время, по утверждению «Театральной энциклопедии», он недооценивал роль классического наследия и значение МХАТа. Отстаивая идеологическую «чистоту» в советском искусстве, писал о недопустимости таких постановок, как «Дни Турбиных» по пьесе Булгакова и «Богдан Хмельницкий» по пьесе Корнейчука. Резко отрицательно относился к оперетте как к порождению упадочного направления в искусстве. В статье «Возродится ли сатира?» (1929) высказал мнение, что сатира наносит «вред рабоче-крестьянской государственности», вызвавшее целый ряд возражений в центральной прессе.
Скончался в 1941 году, находясь в эвакуации в Ташкенте.

## Семья
- Жена — Мария Михайловна Блюм[8].
- Дочь — Балакина (Блюм) Муза Владимировна (детям дали фамилию отца)
- Дочь — Блюм Ариадна Владимировна
- Дочь — Блюм Кира Владимировна
- Внук — Блюм Вадим Степанович
- Правнук — Блюм Владимир Вадимович
- Правнучка — Арендарук (Блюм) Александра Вадимовна

## Сочинения
- «Летучая мышь» // Вестник театра. 1919. № 39, 43.
- Теревсат // Вестник театра. 1920. № 74.
- Теревсат, 2-я прогр. // Вестник театра. 1921. № 85—86.
- «Доходное место» в Театре Революции // Правда. 1923. 23 мая. С. 8.
- Самосаботаж (По поводу «Снегурочки» Островского) // Искусство и труд. 1923. № 5. С. 2.
- Эрмитаж, Вольный театр // Новый зритель. 1924. № 20.
- Агит-сатира // Новый зритель. 1924. № 36.
- Москва с точки зрения // Новый зритель. 1924. № 39.
- Экран за 7 дней // Жизнь искусства. 1924. № 44.
- О Борисове // Жизнь искусства. 1926. № 1.
- Негр-оперетта // Жизнь искусства. 1926. № 12.
- Положение с эстрадой // Программы академических театров. 1926. № 47—48.
- «Букет моей бабушки» // Новый зритель. 1929. № 43.
- «Любовь Яровая» на сцене Московского Малого театра. М.—Л., ВТО, 1940 г. 96 с.